# 白色恐怖緑島紀念園区
座標: 北緯22度40分29秒 東経121度29分48秒 / 北緯22.67481268574364度 東経121.49660128340108度

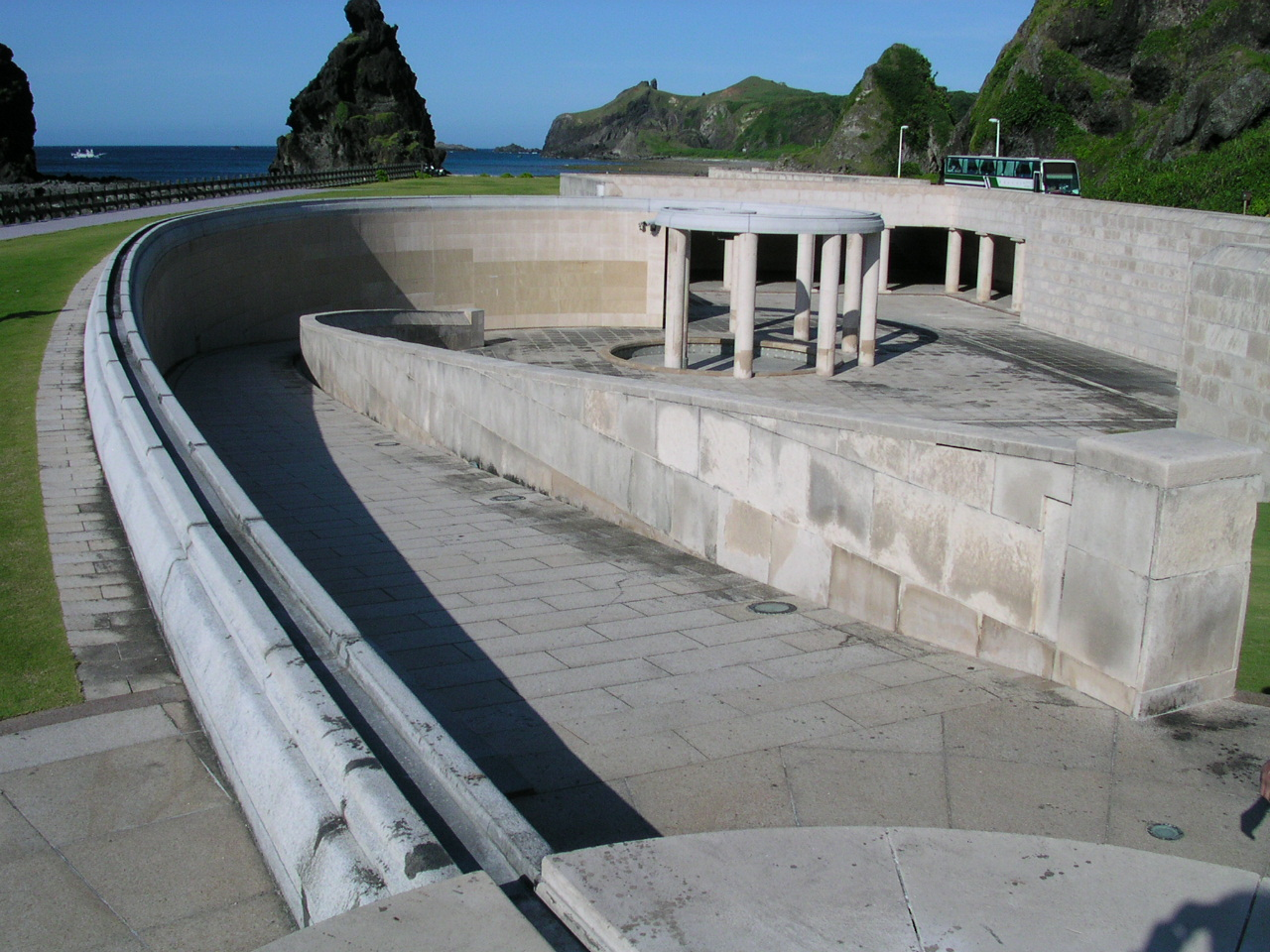
緑島人権紀念碑。

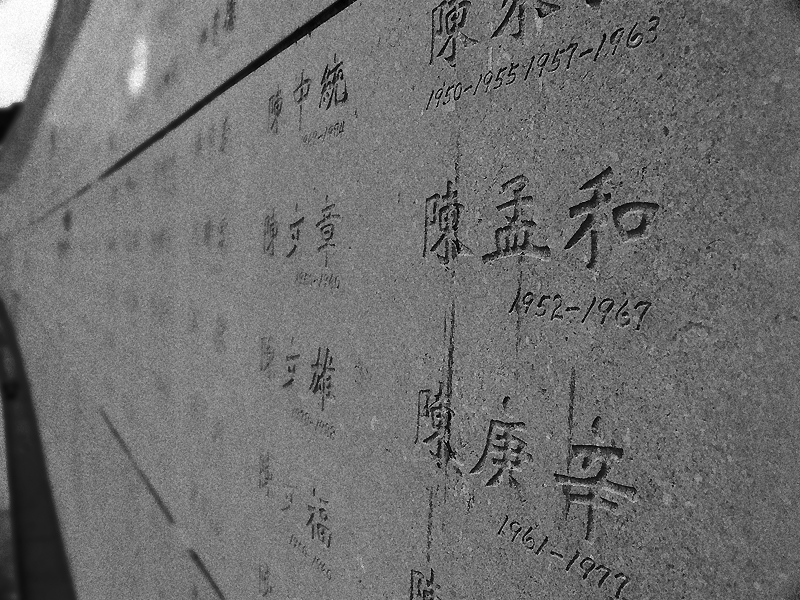
緑島人権紀念碑。10m余りの石の壁が、白色テロ当時の犠牲者の名で埋められている。

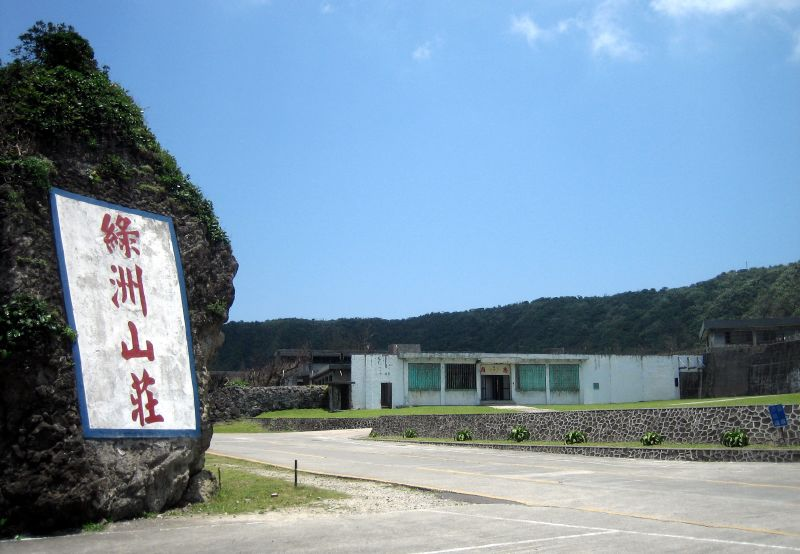
緑洲山荘の入口。

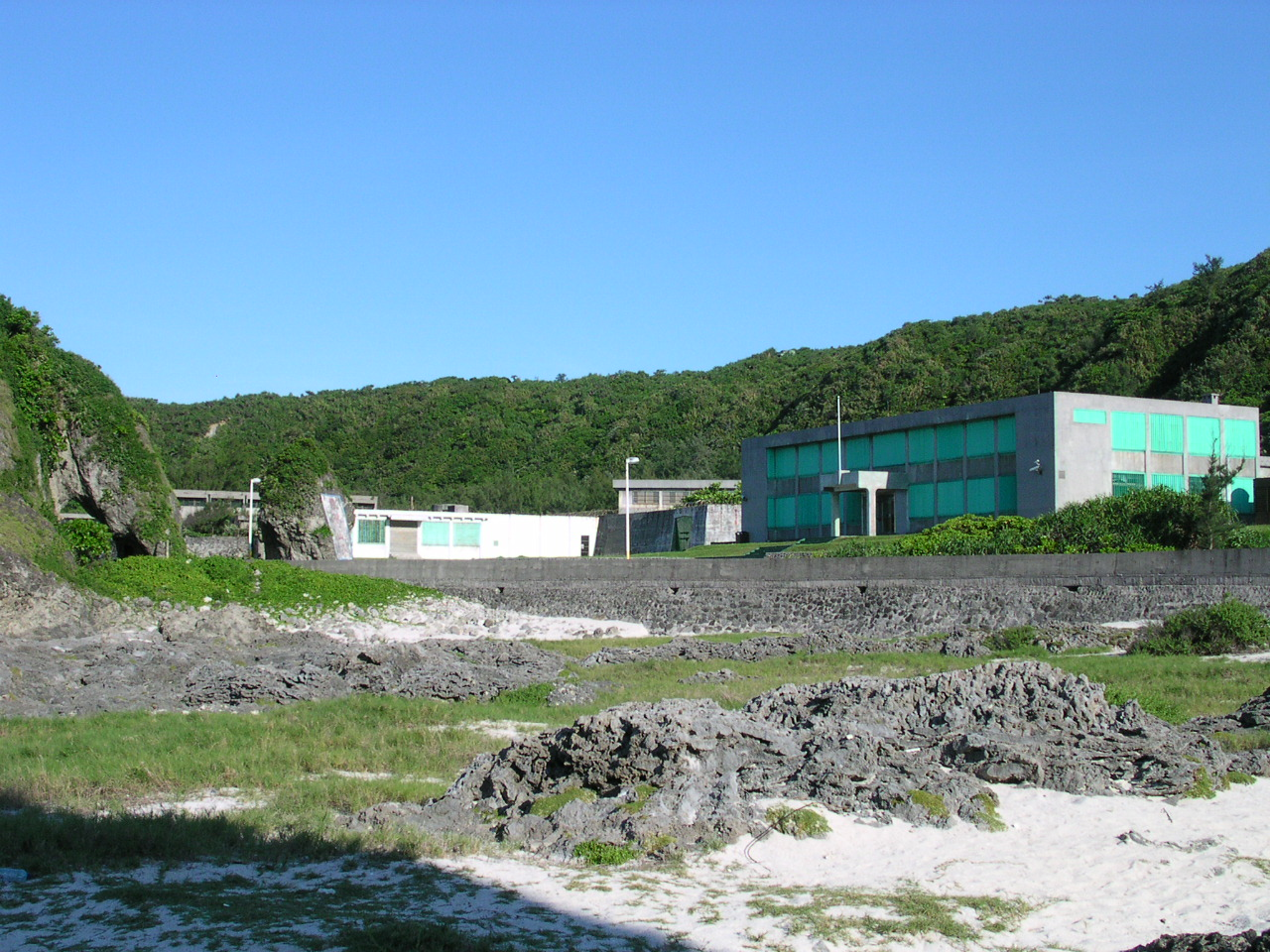
緑洲山荘。

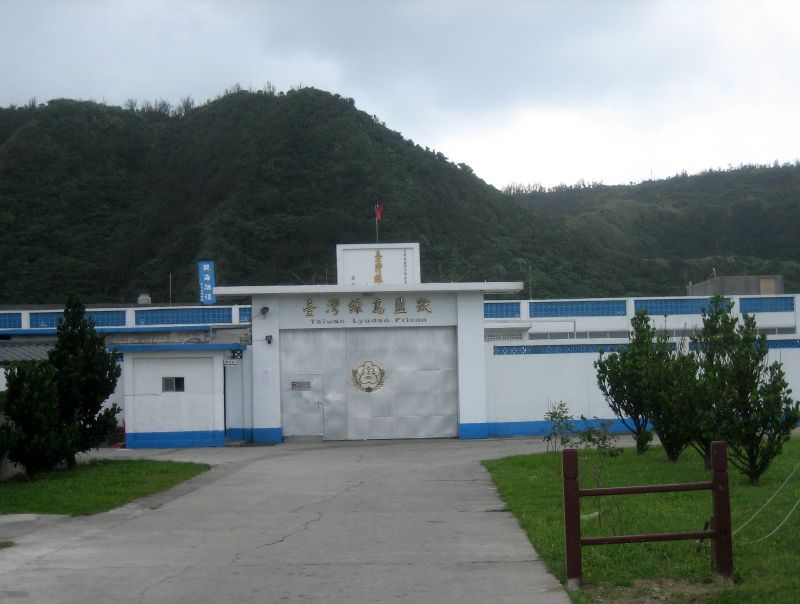
隣接する法務部矯正署緑島監獄の正面。

白色恐怖緑島紀念園区（はくしょくきょうふりょくとうきねんえんく、中国語: 白色恐怖綠島紀念園區）は、台湾の台東県緑島郷にある法務部矯正署緑島監獄の隣接地にあり、中華民国文化部に帰属する国家人権博物館。園区の敷地は、もともと多くの政治犯が拘禁されていた施設の跡地である。園区内には、景観保護区（海岸、燕子洞）、地質保護区（新生訓導処理隘口鬼門関）、保護区（新生訓導処公墓、流麻溝）、公園用地（人権紀念碑）、機関用地（国防部緑島感訓監獄、元・台湾警備総司令部新生訓導処、緑島技能訓練所）などがある。
日本語では中国語に準じた漢字表記で言及されるほか、「白色テロ緑島記念園区」、
「緑島白色テロ記念パーク」などとして言及されることがある。

## 歴史
1951年、台湾警備総司令部は緑島郷に「新生訓導処」を設け、政治上問題がある犯罪者とされた人々を収監し、思想改造をする場とした。1970年2月8日の泰源事件の後、当局は緑島の新生訓導処の跡地の西側に国防部緑島感訓監獄を建設して「緑洲山荘」と称し、1972年にはた。泰源監獄や、各地の軍事監獄にいた政治犯たちを緑島に集めて監禁した。
1997年、当時立法委員であった施明徳ら16人は、行政院に提案をおこない、緑洲山荘を史跡館ないし記念館に改めることを求めた。1999年3月29日、行政院は緑洲山荘を史跡館ないし記念館にする計画を決定した。2000年11月、緑島の緑洲山荘は法務部から交通部観光局に移管され、2001年2月23日には行政院が新たな名称を「緑島人権紀念園区」と定め、範囲を緑洲山荘から広げて、莊敬営区、国防部医務所、行政院海岸巡防署の岸壁周辺、安検兵力の駐用庁舎、人権紀念碑、公館漁港と周辺の海岸地区に及ばせた。
区内に配置された収監者たちを表す蝋人形の姿は、当時の政治犯であった欧陽剣華の描いた人体の素描によって製作されたものである。
2002年12月10日、世界人権デーに、緑島人権紀念園区は正式に開園した。2006年1月1日、緑島人権紀念園区は、交通部観光局の東部海岸国家風景区管理所から、行政院文化建設委員会へ移管された。2007年にはさらに名称が変更されて「緑島文化園区」となった。2009年6月、景美紀念園區とともにさらに改名されて「緑島人権文化園区」とされた。2014年1月27日、文化資產保存法に基づく公告登錄がなされ、文化景觀類文化資產とされた。2018年5月17日、国家人権博物館によって「白色恐怖緑島紀念園区」の名称を掲げる式典が挙行された。

## 新生訓導処
1950年代の台湾では、千名以上の政治犯たちが緑島の「新生訓導処」に送られた。当時は、中隊と称された数十人から成る組織を単位として、男性囚人たちが12の集団に分かれて収監されており、その中の一部の人々は、監視下で脅迫的な政治教育を受け、またある人々は屋外に出されて、監視の下で「労働改造」に従事させられ、大多数は狭い粗末な木造の建物の中で居住していた。
「新生訓導処」の関係当局は、その男性囚人たちを使い、近くの海岸から石を運ばせて自分たちの単位の所在地に持ち帰らせ、建物の塀や簡易家屋の資材としたので、収監者たち自身が冗談で「自分で自分を閉じ込める監獄（自己蓋自己的監獄）」と称していた。その後、当局は、囚人たちを農業や食品加工に従事させ、それによって自給自足の目標を達成させた。
当時の新生訓導処に収監されていたほとんどの人々の間では、他人の罪状について尋ねたりしないことが暗黙の了解となっていた。

## 第十三中隊
「新生訓導処」の囚人が死亡し、亡骸を家族などが引き取らなかった場合、多くは「新生訓導処」と燕子湖の間の海に面した山裾に葬られ、埋葬ないし死亡した者は「第十三中隊」と総称され、その埋葬された場所は生存者たちによって「十三中隊公墓」と称された。もともと流麻溝の近くにあった「周文彬紀念碑」と「孫連崑紀念碑」は、2011年に、当地へ移された。